# Lorenzo Tugnoli

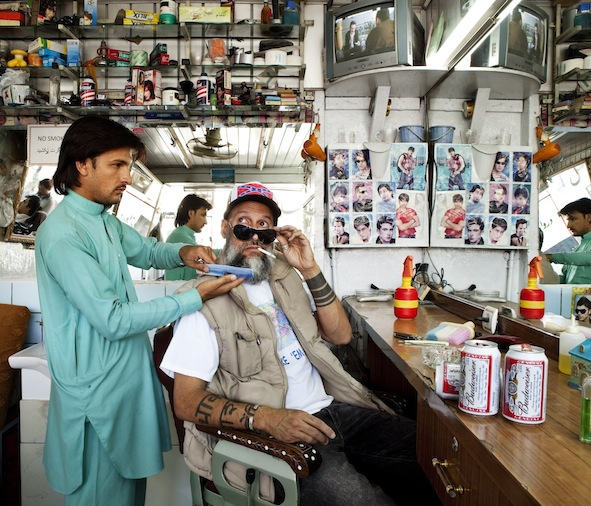
Afghan by blood, redneck by the grace of God just a trim 2011, One in a series of mise-en-scene photographs from the artist Aman Mojadidi, 22. června 2011, spolupráce s performerem Amanem Mojadidim

Lorenzo Tugnoli (* 1979, Lugo, Itálie) je italský fotoreportér se sídlem v Bejrútu. Získal Pulitzerovu cenu za fotografii za rok 2019.

## Život a dílo
Tugnoli se narodil a vyrůstal v Lugo, Emilia-Romagna, Itálie.
Pracoval jako fotoreportér na Středním východě, poté se přestěhoval do afghánského Kábulu v roce 2010, kde žil a pracoval, než se v roce 2015 přestěhoval do libanonského Bejrútu.

## Publikace
- The Little Book of Kabul. 2014. Fotografie: Tugnoli, text: Francesca Recchia.[6]

## Ocenění
- 2019: Winner, Pulitzer Prize for Feature Photography za fotografické vyprávění o hladomoru v Jemenu publikované The Washington Post[7][8]
- 2019: Nominee, World Press Story of the Year, World Press Photo, Amsterdam[9][10]
- 2019: Winner, General news, stories, World Press Photo, Amsterdam[11]
- 2020: Winner, Contemporary Issues, Stories, World Press Photo[12]